# Ostrov (okres Piešťany)
Ostrov je obec na Slovensku přibližně 6 km severozápadně od města Piešťany. Žije zde přibližně 1 200 obyvatel. Katastrem protéká Dudváh.
První písemná zmínka o obci pochází z roku 1113 pod názvem Stro. V roce 1974 byla k Ostrovu připojena obec Malé Orvište, poprvé zmiňováno v roce 1113 jako Rivvis. V letech 1980–1991 bylo součástí Ostrova Veľké Orvište a v letech 1980–1993 Bašovce.
V obci je římskokatolický barokní kostel svatého Imricha z roku 1804 a kaple Panny Marie Sedmibolestné z roku 1810.